# Asedio de Haarlem
El asedio de Haarlem tuvo lugar entre diciembre de 1572 y julio de 1573 en el marco de la guerra de los Ochenta Años. Fue llevado a cabo por Don Fadrique, hijo del tercer duque de Alba, gobernador de los Países Bajos y comandante del ejército español.

## La campaña
Tras la toma de Brielle y Flesinga por los mendigos del mar en abril de 1572, la ciudad tardó un tiempo en unirse a la rebelión contra Felipe II debido a la reticencia de los funcionarios, aunque finalmente el 4 de julio de 1572 se puso a favor del príncipe de Orange.
Durante la campaña que ese otoño de 1572 llevó a cabo por don Fadrique de Toledo, la ciudad de Zutphen fue tomada el 17 de noviembre y sus habitantes fueron asesinados por las tropas españolas. Esto propició la rendición sin lucha de una gran cantidad de ciudades como Bolsward, Franeker, Kampen, Sneek y Zwolle. El 1 de diciembre fue tomada Naarden que debido a su resistencia fue destruida.
La ciudad de Ámsterdam que todavía era leal a Felipe II, hizo llegar a Haarlem el mensaje de que era posible llegar a una solución negociada con don Fadrique, por lo que la ciudad envió una delegación de cuatro miembros a iniciar las negociaciones. El gobernador de la ciudad convenció a la milicia de permanecer fiel a Guillermo de Orange y substituyó a la administración de la ciudad por personajes afines a Guillermo. Cuando la delegación enviada a Ámsterdam volvió, se les condenó por traición y fueron enviados al príncipe Guillermo.

## El asedio
Tras establecerse el asedio, ya el día 18 de diciembre se ha situado la primera batería de cañones y, precipitadamente, el día 20 se da el primer asalto al revellín que fracasa y que obliga a don Fadrique a establecer un asedio en toda regla.

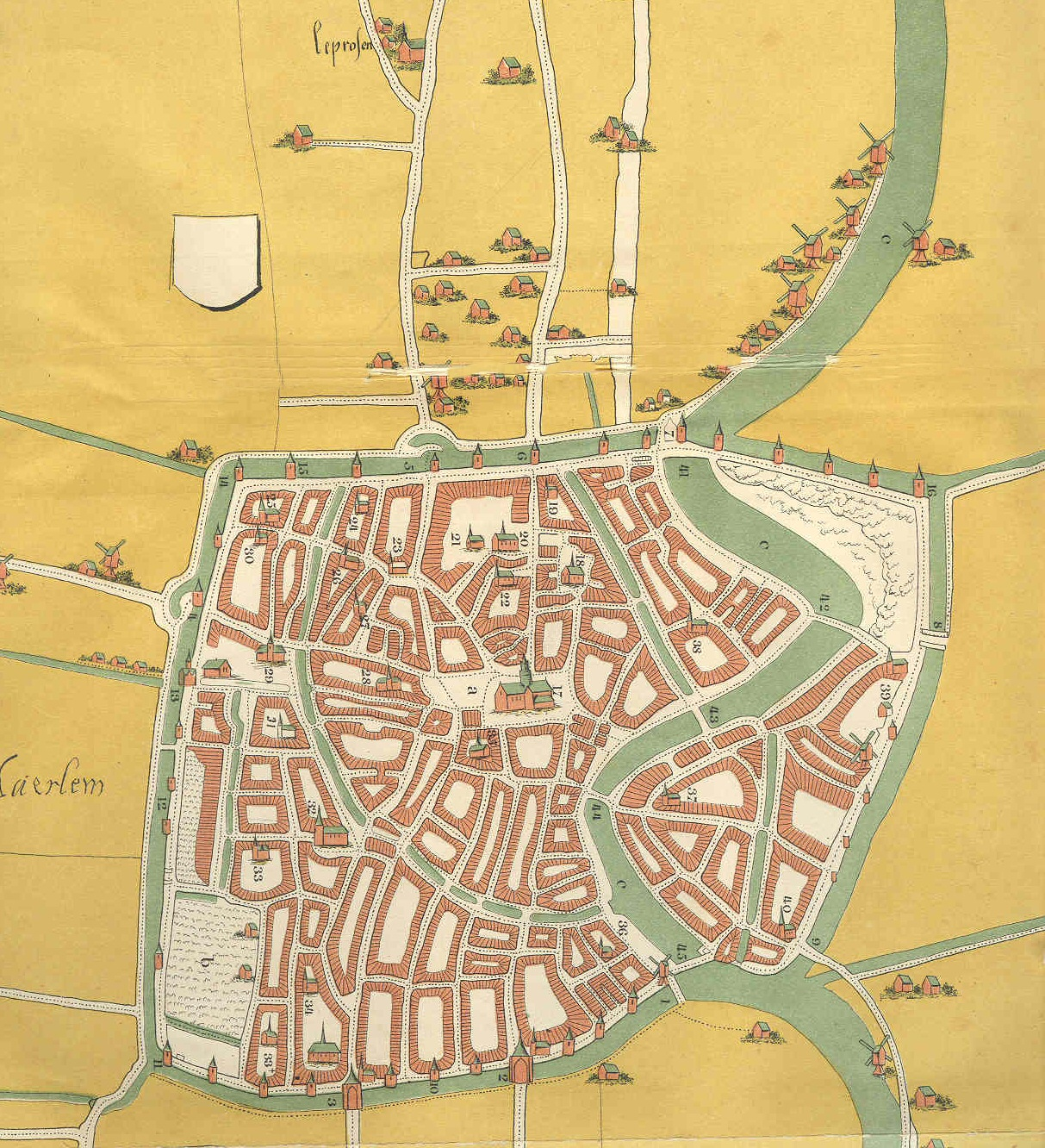
Mapa de la ciudad de Haarlem hacia 1550.

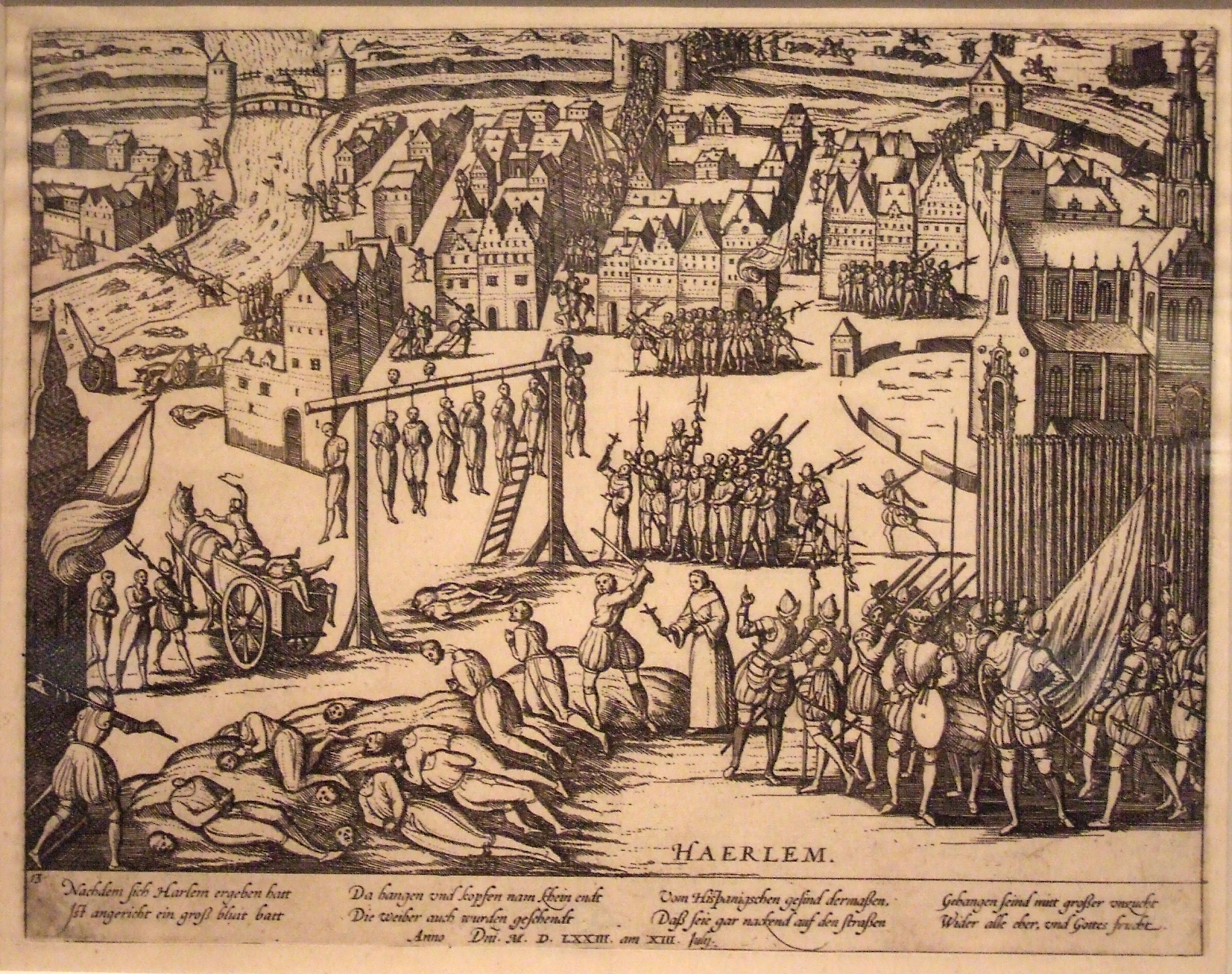
"Beleg van Haarlem" grabado neerlandés de 1573 mostrando las ejecuciones masivas, decapitaciones y cuerpos lanzados al río, tras la toma de la ciudad por las tropas del Duque de Alba.

La dificultad en aislar completamente a la ciudad del exterior fue el motivo de la larga duración del asedio, ya que los sitiados recibían continuamente provisiones y refuerzos del exterior. La proximidad del lago Haarlemmermeer permitía el envío de refuerzos mediante embarcaciones, y al helarse los campos y canales, mediante trineos tirados por mulas. Los holandeses también usaron hombres calzados con patines para hacer llegar pertrechos a la ciudad. Los sitiados hacían frecuentes salidas en las que atacaban a las tropas españolas y durante las cuales aprovechaban para introducir víveres. Se daba el caso que la situación de los sitiadores era peor que la de los sitiados, ya que las líneas de suministros del ejército español eran cortadas constantemente por los rebeldes holandeses.
Don Fadrique de Toledo, hijo del duque de Alba, viendo la dificultosa situación de sus tropas en el sitio (condiciones pésimas, privaciones para la tropa, graves bajas, hasta el mismísimo Julián Romero había perdido un ojo de un tiro), le envió una carta a su padre diciéndole que si se recrudecía el sitio, levantaría el asedio. Su padre encolerizado le escribió:

Si alzaba el campo sin rendir plaza, no le tendría por hijo; que si moría en el asedio, él iría en persona a reemplazarle, aunque estuviese enfermo y en cama; y que si faltaban los dos, iría de España su madre a hacer la guerra lo que no había tenido valor o paciencia para hacer su hijo.

Haarlem debía caer en manos españolas. El 17 de enero se conquistó el revellín. Siguió una guerra de minas en la que los españoles intentaron hacer volar las defensas de la ciudad y los holandeses cavaban contraminas para hacer volar las minas de los españoles. El 31 de enero se lanzó otro asalto que de nuevo acabó en fracaso.
Finalmente el 29 de marzo con la ayuda de la ciudad de Ámsterdam, los españoles cortaron los accesos a Haarlem por el lago, aislando completamente a la ciudad. Desde el exterior se intentó entrar suministros en la ciudad mediante hombres equipados con pértigas para salvar los obstáculos a través de los canales y zonas inundadas.

### Batalla en el lago de Haarlemmermeer

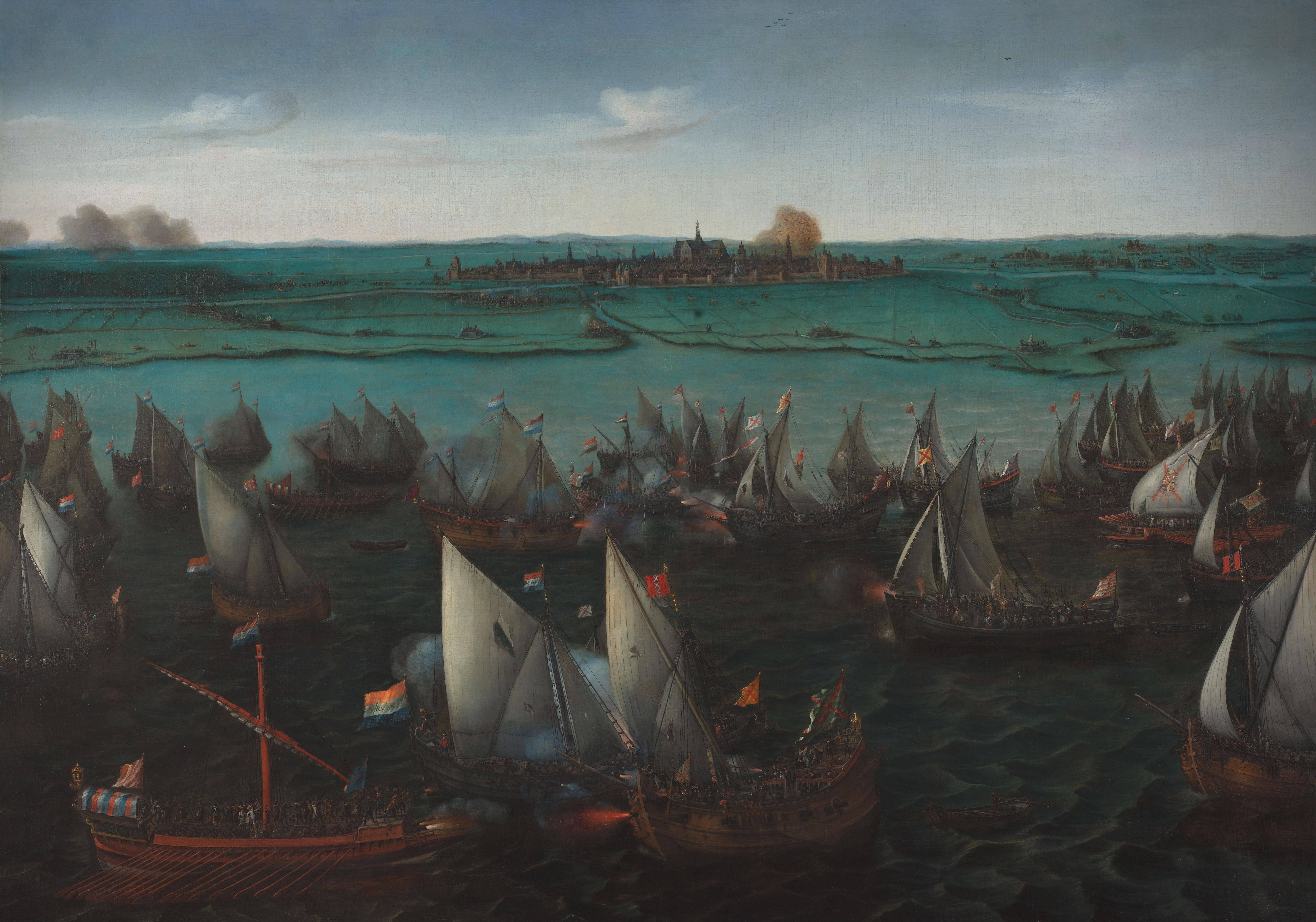
Batalla de Haarlemmermeer, por Hendrick Cornelisz Vroom, c. 1621.

A finales de mayo los españoles avistaron en el lago de Haarlemmermeer una flota rebelde, y pronto comprendieron que pretendían introducir suministros y refuerzos en la ciudad, así que Don Fadrique le mandó una misiva al Estatúder de Holanda, el conde de Bossu que se encontraba en Ámsterdam, en la que le pedía que construyera unos navíos de características similares a los rebeldes. El conde lo realizó raudo debido a que si no se derrotaba a los rebeldes el asedio se podía prolongar demasiado y los españoles tendría que levantar el sitio. 
Bossu construyó 100 bajeles, otras fuentes dicen 68, y se dirigió velozmente al lago, presentando batalla formalmente el 26 de mayo, el enemigo era superior, tenía 150 bajeles, aunque otras fuentes nos hablan de 180, pero finalmente se impuso el hecho de que la batalla se desarrolló al llamado "estilo español", abordando las naves enemigas y hacer que los infantes hagan el trabajo. Por fin terminaron los rebeldes por retirarse, con lo que se desvaneció la última oportunidad que tenían los sitiados de ser socorridos.

### Finaliza el asedio
Con la continua llegada de refuerzos para las tropas de don Fadrique y la mejora en la llegada de los suministros para el ejército español, el cerco se hizo impenetrable. Gracias a la captura de un desertor, don Fadrique tuvo noticia de la escasez y el hambre que empezaban a padecerse en la ciudad y sin lanzar ningún otro asalto, esperó a rendirla por hambre.
El 8 de julio el príncipe de Orange intento con 5000 hombres introducir suministros en la ciudad sufriendo graves pérdidas y perdiendo los alimentos que transportaban. Las tropas españolas desfilaron ante los muros de Haarlem con las enseñas capturadas a las tropas de Guillermo para darles a entender que ya no había esperanza. La ciudad se rindió el día 14. Mediante el pago de 250.000 florines evitaron el saqueo y muerte de sus habitantes, aunque se ahorcó a más de dos mil de sus defensores.

## Resultado
Pese a que finalmente fueran derrotados, la prolongada resistencia de la ciudad de Haarlem fue una victoria moral de los holandeses, que demostraron que era posible resistirse al ejército español. El coste en dinero y hombres del asedio de Haarlem resultó prohibitivo para la economía de la corona. Quince días después de la toma de la ciudad, los tercios se amotinaban por falta de pagas, echando a perder el efecto de la conquista.
La brutalidad y salvajismo que ambas partes derrocharon en el asedio de Haarlem se pone de manifiesto en acciones como la decapitación de un neerlandés para arrojar su cabeza a los defensores, a lo que los defensores respondieron con la decapitación el 27 de mayo de once prisioneros leales a la Corona española, para luego arrojar sus cabezas a los atacantes con la siguiente nota: «Los de Haarlem pagan al de Alba, para que no prosiga con la guerra por no haber pagado la décima, diez cabezas, y por usura de la dilación añaden la undécima», haciendo alusión al tributo impuesto por el duque para financiar al ejército.